# Introdução à Economia
Introdução à Economia (em inglês: Principles of Economics) é um livro introdutório de economia do professor de Harvard N. Gregory Mankiw. Foi publicado pela primeira vez em 1997 e tinha nove edições até 2020.
Introdução à Economia é o livro-texto padrão para as aulas introdutórias dos departamentos de economia americanos. A editora Cengage afirma que é o livro de economia mais popular entre os alunos em todo o mundo.

## Os 10 princípios da Economia
No primeiro capítulo, o livro apresenta 10 princípios de economia "que supostamente representam o coração da sabedoria econômica". Gregory Mankiw faz uma síntese do comportamento dos agentes em qualquer cenário econômico. Ele classifica os dez princípios da economia em três tipos: decisões dos indivíduos, interação entre eles e o funcionamento da economia com um todo:

### Como as pessoas tomam decisões
1.- As Pessoas Enfrentam Tradeoffs;
2.- O Custo de um bem é o que você desiste para obtê-lo;
3.- Pessoas racionais pensam na margem;
4.- Pessoas reagem a incentivos;

### Como as pessoas interagem
5.- O comércio pode ser bom para todos;
6.- Os mercados geralmente são uma boa maneira de organizar a atividade econômica;
7.- Às vezes os governos podem melhorar os resultados dos mercados;

### Como a Economia funciona
8.- O padrão de vida de um país depende da sua capacidade de produzir bens e serviços;
9.- Os preços sobem quando o governo emite moeda demais;
10.- A sociedade enfrenta um tradeoff de curto prazo entre inflação e desemprego.

## Recepção e críticas
O livro vendeu mais de um milhão de cópias, gerando a Mankiw pelo menos 42 milhões de dólares em royalties. Após receber críticas dos alunos sobre o preço do material didático para cursos introdutórios, Mankiw anunciou que doaria todos os royalties sobre as compras de seus livros para instituições de caridade.
O economista alemão Peter Bofinger fez críticas à algumas passagens do livro em um artigo, onde afirma que Mankiw tenta criar a impressão de que os princípios económicos apresentados por ele correspondem a uma espécie de consenso económico, o que não seria o caso.